# Marco Licinio Crasso
Marco Licinio Crasso Dive (in latino Marcus Licinius Crassus Dives, pronuncia classica o restituta: [ˈmaːrkʊs lɪˈkɪ.ni.ʊs ˈkras.sʊs ˈdiːu̯ɛs]; Roma, 115 o 114 a.C. – Carre, 53 a.C.) è stato un politico e generale romano, esponente della Gens Licinia e figlio del ricco e nobile Publio Licinio Crasso Dive, console nel 97 a.C.
Principale repressore della rivolta di Spartaco, nel 60 a.C. diede vita a un accordo passato alla storia con il nome di primo triumvirato, un'alleanza di carattere politico ed economico stretta con Gneo Pompeo Magno e Gaio Giulio Cesare. In base a questo patto segreto, Cesare sarebbe stato eletto console per l'anno 59 a.C. con l'appoggio politico di Pompeo e finanziario di Crasso; in cambio, una volta assurto al consolato, avrebbe ratificato i provvedimenti presi in Oriente da Pompeo, avrebbe concesso le terre ai veterani di quest'ultimo, e avrebbe fatto delle riforme a favore del ceto equestre, di cui Crasso era esponente. Dopo il rinnovamento del triumvirato a Lucca del 56 a.C., Crasso venne confermato proconsole in Siria, dove trovò la morte: infatti, intrapresa un'onerosa campagna militare in Oriente contro i Parti, morì nella battaglia di Carre. Fu l'uomo più ricco del suo tempo, grazie alla fortuna accumulata con l'acquisto dei beni dei proscritti di Silla (provenienti soprattutto dalle ricchezze appartenute ai Sanniti, da lui contrastati fin dai tempi della battaglia di Porta Collina). Tuttavia, oltre al fatto di essere stato triumviro, non rivestì ruoli di prima importanza a livello politico, pur avendo tentato di affermarsi nell'Urbe mediante la summenzionata campagna partica in Oriente del 53 a.C.
Molte delle informazioni riguardanti la sua vita provengono dagli scritti di Cicerone, ottimate e suo contemporaneo, e dal greco Plutarco, vissuto in piena età imperiale.

## Biografia

### Prime esperienze di vita politica e militare
Sfuggito alle persecuzioni di Gaio Mario e Lucio Cornelio Cinna, appoggiò Lucio Cornelio Silla durante la guerra civile (83 - 82 a.C.) contribuendo in maniera decisiva alla vittoria nella battaglia di Porta Collina (82 a.C.) guidando con successo l'ala destra dell'esercito mentre l'ala sinistra comandata personalmente da Silla stava rischiando la sconfitta. In questi anni svolse un'intensa attività di affarista e soprattutto di speculatore di beni immobili, grazie alla rivendita dei beni degli uomini uccisi dalle liste di proscrizione di Lucio Cornelio Silla. Nel 72 a.C. fu pretore.
Volendo accrescere ancor più la sua popolarità nella vita politica di Roma, nel 71 a.C., Crasso ritenne un ottimo trampolino di lancio politico l'impresa che si preparava a compiere e vale a dire il suo intervento nella terza guerra servile, al comando di otto legioni contro gli schiavi e i gladiatori che si erano ribellati, capeggiati da Spartaco, gladiatore originario della Tracia, nella città di Capua. Con una serie di rapide azioni, al comando di un esercito numeroso e ben addestrato, riuscì in poco tempo a soffocare la rivolta servile, vincendo Spartaco in Lucania.
Dopo aver portato a termine con successo la campagna di repressione della rivolta servile, Marco Licinio Crasso ritenne opportuno costruire un'alleanza insieme a Gneo Pompeo Magno; i due divennero consoli nel 70 a.C. Entrambi, avevano minacciato il Senato di scatenare una guerra civile in caso di mancata elezione al consolato. Marco Licinio Crasso, eletto censore nel 65 a.C. con Quinto Lutazio Catulo, nel 64 a.C. con Gaio Giulio Cesare chiese l'esilio per Lucio Sergio Catilina, al contrario di quello che voleva Marco Tullio Cicerone, favorevole alla pena di morte per i congiurati. Dopo aver revisionato la costituzione di Silla, nel 60 a.C. Crasso, insieme a Pompeo, strinse alleanza con Giulio Cesare, impegnandosi a sostenerlo per l'elezione al consolato nel 59 (cosiddetto primo triumvirato).

### L'accordo con Cesare e Pompeo
La vittoriosa operazione contro Spartaco e il rapporto di amicizia con Cesare, permisero a Crasso di poter emergere nel quadro politico di Roma e di entrare a far parte del famoso primo triumvirato della storia romana e cioè quello stipulato nel 60 a.C. tra Marco Licinio Crasso, Pompeo Magno e Giulio Cesare. Questo accordo, combinato segretamente, garantiva ai tre contraenti aiuto reciproco contro il senato per ottenere consistenti vantaggi politici. Ognuno dei tre uomini aveva un suo seguito di adepti e di clienti: queste forze, da sole insufficienti, se coalizzate avrebbero garantito al triumvirato un solido predominio. A seguito di un deterioramento del triumvirato, il quale col passare del tempo aveva visto cedimenti, Cesare decise di convocare Pompeo e Crasso, affinché fosse rinsaldata l'ormai disgregata alleanza.
Nel 56 a.C., infatti i tre alleati riunitisi a Lucca arrivarono a una conclusione molto importante. In quella sede, si decise la spartizione dei domini di Roma in tre parti che andavano sotto la giurisdizione dei rispettivi tre uomini. Crasso avrebbe ottenuto il governo della Siria, e Pompeo quello della penisola iberica, mentre il proconsolato di Cesare in Gallia sarebbe stato prolungato per altri cinque anni.

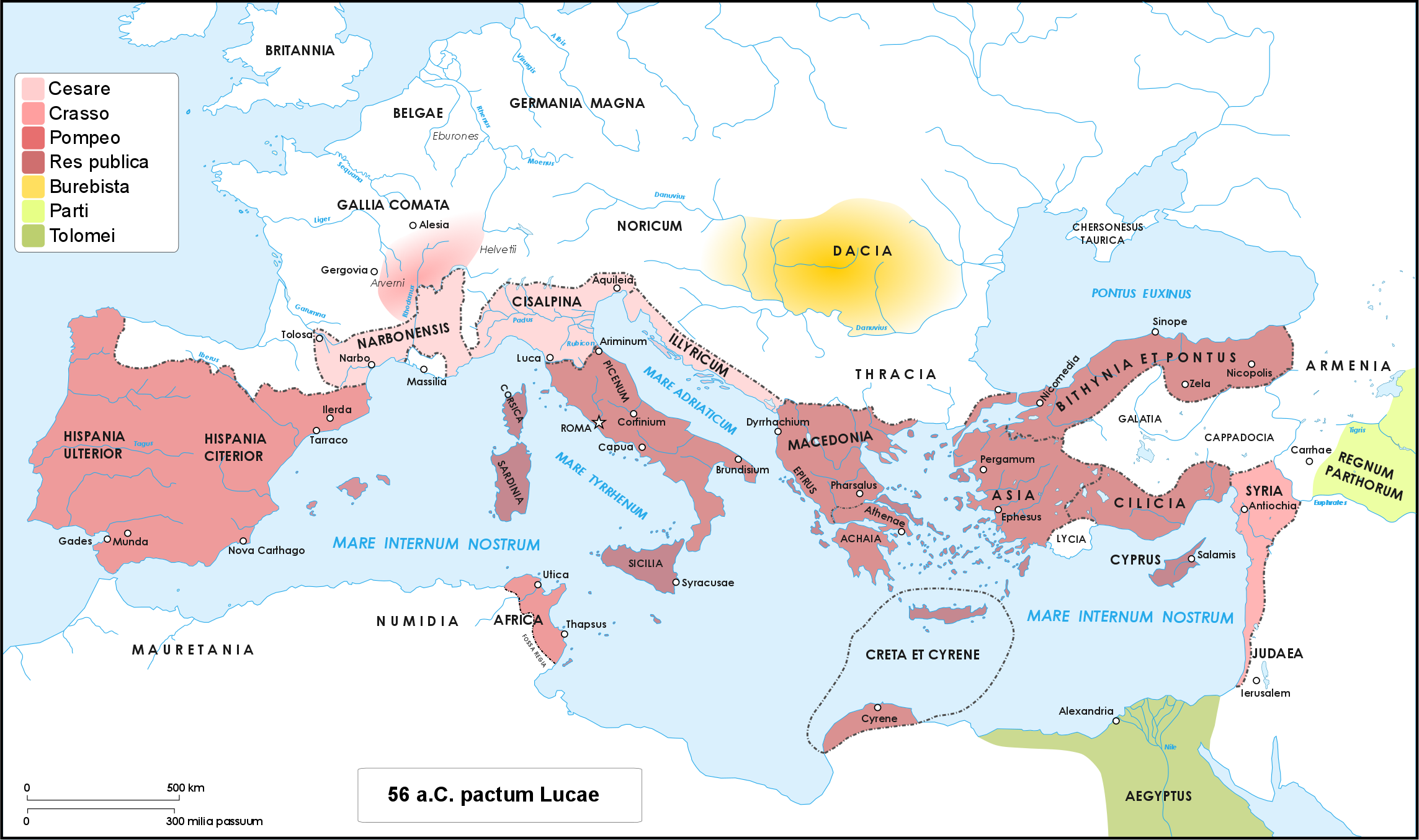
Il mondo romano all'epoca del primo triumvirato e degli accordi di Lucca tra Cesare, Crasso e Pompeo nel 56 a.C.

### Disfatta di Carre
Secondo Plutarco, Crasso pensò quindi di sfruttare la carica di governatore della Siria per rafforzare il proprio prestigio di condottiero che, nonostante le imprese compiute sotto il comando di Silla durante la guerra civile, in cui aveva vinto una colonna di sanniti ad Antemne, non poteva assolutamente essere paragonato a quello di Cesare e Pompeo. Decise pertanto di intraprendere una spedizione militare, che puntava all'espansione del territorio del suo proconsolato e, quindi, all'assoggettamento del regno dei Parti, con il quale Roma aveva, da qualche tempo, rapporti difficili.
Deboli nella fanteria, i Parti potevano però contare su una temibile cavalleria, composta dai cosiddetti catafratti — la loro cavalleria pesante corazzata — e da arcieri a cavallo; questi ultimi stremavano le forze nemiche con il continuo lancio di frecce, evitando il contatto diretto e colpendo il nemico per poi fuggire ritornare a colpire nuovamente (la "freccia del parto" è proprio la freccia scagliata durante la finta fuga contro il malaccorto inseguitore); seguivano quindi i catafratti che compivano una carica sulle linee nemiche disordinate. La carica era devastante ma breve poiché, a causa del peso delle armature, la cavalcatura si stancava presto.
Benché avesse un esercito potentissimo (seppur privo di un’adeguata cavalleria) da opporre al nemico, Crasso fu sorpreso, nel 53 a.C. , dall'insolita tattica del nemico e in una pianura della Mesopotamia occidentale, nei pressi della città di Carrhae, fu sconfitto e ucciso. Si narra che durante la battaglia suo figlio Publio Licinio Crasso, avendo fallito un attacco al comando di una grande parte dell'esercito, abbia preferito uccidersi e un soldato partico gli abbia troncato la testa, conficcata poi su un'asta per atterrire i Romani; si narra anche che i Parti, dopo avere ucciso Crasso (da loro considerato come l'uomo più ricco del mondo), su ordine del loro re Orode gli abbiano versato in bocca oro fuso, dopo aver mozzato la testa al cadavere. La disfatta di Carre, con quelle di Teutoburgo e di Adrianopoli, rappresenta certamente una delle più drammatiche catastrofi della storia militare di Roma (soprattutto perché furono perse le aquile della legione, insegne restituite poi da Fraate IV ad Augusto nel 20 a.C.). La fine ingloriosa di Crasso causò la rottura dell'equilibrio del triumvirato e aprì la strada verso una nuova guerra civile.
Secondo la rivista statunitense di economia Forbes, Crasso fu, in assoluto, la persona più ricca della storia romana, con un patrimonio, rivalutato e ricostruito al 2008, che sarebbe ammontato a circa 200 milioni di sesterzi pari a circa 170 miliardi di dollari odierni.